# Hoogste tijd (roman)
Hoogste tijd is een roman van de Nederlandse schrijver Harry Mulisch. Het boek kwam in 1985 uit bij de uitgeverij De Bezige Bij.

## Samenvatting
Uli Bouwmeester is het zwarte schaap van een beroemde Nederlandse toneelfamilie. Hij is tweederangsacteur die meer geschitterd heeft in nachtclubs dan bij het serieuze toneel. Inmiddels is hij 78 en woont met zijn zuster Berta in Lelystad.
Dan krijgt Uli een aanbieding die hij niet kan weerstaan. De regisseur van het Auteurstheater vraagt hem voor de hoofdrol in het toneelstuk "Noodweer" over de grote toneelspeler Pierre de Vries. Uli zegt toe en verkeert in de zevende hemel, hij heeft eindelijk erkenning. Uli de sappelaar, de acteur die nooit voor vol is aangezien en die tijdens de Tweede Wereldoorlog gewoon is blijven doorspelen, is weer terug. Enthousiast stort hij zich op de repetities, maar ondervindt dat zijn leeftijd hem inmiddels parten speelt. Ook merkt Uli dat de wereld is veranderd. Zo wordt hij gemolesteerd als hij 's nachts door Amsterdam loopt en voor een drughandelaar wordt aangezien. Als de première nadert, wordt ook Uli steeds nerveuzer. Het wordt zo erg dat hij een beroerte krijgt. Uli sterft en gaat als het ware over in de persoon van Pierre de Vries. Hij beleeft de première van "De storm" van Shakespeare aan het einde van de negentiende eeuw in de pas voltooide Amsterdamse Schouwburg en wordt door het uitgelaten publiek op de schouders genomen.

## Achtergrond
Mulisch zelf was eind jaren veertig, begin jaren vijftig geen onverdienstelijk amateur-toneelspeler. In Mijn Getijdenboek beschrijft hij hoe hij tijdens de drooglegging van de Noordoostpolder optrad voor de polderaars. Later zou hij diverse rollen spelen bij de Haarlemse toneelvereniging "Door inspanning, ontspanning".
In de jaren vijftig schreef de toen vrijwel nog onbekende Mulisch ook toneelrecensies. Verder heeft Mulisch zelf enige toneelstukken geschreven. Zo werd zijn absurdistische een-akter, De Knop aanleiding tot een rel tijdens een toneelfestival in België. Ook Tanchelijn over een middeleeuwse mysticus leidde begin jaren zestig tot de nodige commotie.
Deze ervaringen kon hij in "Hoogste tijd' beschrijven. Na de beruchte rellen van Aktie Tomaat en Aktie Notenkraker, nam Mulisch actief deel aan de revolutionaire veranderingen in de toneelwereld. Hij wilde samen met onder meer Dimitri Frenkel Frank een schrijverscollectief samenstellen om de Amsterdamse Schouwburg van nieuwe toneelstukken te voorzien. Het Auteurstheater uit Hoogste Tijd is een link naar die tijd en ook een verwijzing naar het Publiekstheater, een toneelgroep die lange tijd de Amsterdamse Stadsschouwburg als basis had.

## Symboliek
Weer speelt Mulisch met de tijd. Niet alleen de 'hoogste tijd' uit de titel (een kreet die weerklinkt als de acteurs worden gewaarschuwd dat het stuk gaat beginnen) maar met name de tijdlus die Uli als Pierre de Vries terugvoert naar 1894 als de Stadsschouwburg wordt geopend. Net als in '''Archibald Strohalm' waar de tijd terugloopt als Frets achterwaarts door het leven gaat, zo loopt ook in de roman de tijd terug en maakt Uli onsterfelijk. Uli sterft, maar wordt hergeboren als Pierre de Vries, die al even fictief is als Uli. De dood speelt ook een belangrijke rol. Zo bezoekt Uli een Egyptisch restaurant. Egypte geldt als het land van de dood. In het oude Egypte stond alles in het teken van het leven na de dood.

## Motto
Motto:
These our actors,
As I foretold you, were all spirits, and
Are melted into air, into thin air;
And, like the baseless fabric of this vision,
The cloud-capp'd towers, the gorgeous palaces,
The solemn temples, the great globe itself,
Yea, all which it inherit, shall dissolve,
And, like this insubstantial pageant faded,
Leave not a rack behind. We are such stuff
As dreams are made on; and our little life
Is rounded with a sleep.
Shakespeare, The Tempest, IV, i, 148-158.
De regels slaan in feite op Uli die oplost in de tijd en op Pierre de Vries die als een geest opkomt aan het einde van het boek.

## Film
Het boek werd in 1995 verfilm met dezelfde titel:  Hoogste tijd